# Guzolândia (ort)
Guzolândia är en ort i Brasilien.   Den ligger i kommunen Guzolândia och delstaten São Paulo, i den södra delen av landet, 600 km sydväst om huvudstaden Brasília. Guzolândia ligger 446 meter över havet och antalet invånare är 4 754.
Terrängen runt Guzolândia är huvudsakligen platt. Guzolândia ligger uppe på en höjd. Närmaste större samhälle är Auriflama, 11,8 km öster om Guzolândia.
Omgivningarna runt Guzolândia är huvudsakligen savann. Runt Guzolândia är det glesbefolkat, med 15 invånare per kvadratkilometer.